# Trachymyrmex nogalensis
Trachymyrmex nogalensis (лат.) — вид муравьёв трибы грибководов Attini из подсемейства мирмицины.
Эндемики США. Известны только из юго-восточной части штата Аризона: Nogales (Santa Cruz County) и  Chiricahua Mountains (Cochise County).

## Описание
Мелкие муравьи красновато-коричневого цвета. Длина головы рабочих (HL) в пределах 1,1—1,35 мм (у маток — 1,36—1,45 мм), ширина головы рабочих (HW) — 1,05—1,5 мм (у маток — 1,4—1,5 мм).  Усики состоят из 11 члеников, без явной булавы. Тело покрыто многочисленными бугорками (каждый с волоском) и шипиками. Стебелёк между грудкой и брюшком состоит из двух члеников: петиолюса и постпетиолюса (последний чётко отделён от брюшка), куколки голые (без кокона). От других видов рода Trachymyrmex, распространённых в США, отличается базальными лопастями усика. В полевых условиях могут быть спутаны с иногда симпатричным видом Trachymyrmex arizonensis, от которого отличается базальными лопастями на скапусе усика (отсутствуют у  T. arizonensis), и отчётливыми лобными лопастями T. arizonensis (отсутствуют у T. nogalensis). Живут в земляных гнёздах. Характерны своим тесным симбиозом с грибами, выращиваемыми в муравейниках. Обитают в горных пустынных условиях на высотах 1200—1550 м в ассоциации с растениями родов Ocotillo, Acacia, Agave и Mimosa. Гнёзда скрытные, так как входы в них расположены между камнями и поэтому незаметны. Особенности биологии и самцы остаются неизвестными.
- Вид сверху
- Голова
- Вид сбоку